# Algemene Ouderdomswet
De Algemene Ouderdomswet (AOW) regelt in Nederland het verplichte, collectieve ouderdomspensioen dat als algemene basis dient voor Nederlandse ouderdomspensioenen.
De AOW is een van de zogenoemde volksverzekeringen.
De Belastingdienst int de premies volksverzekeringen tegelijk met de inkomstenbelasting bij de verzekerden jonger dan de AOW-leeftijd (2024: 67 jaar). De Sociale Verzekeringsbank (SVB) keert de AOW uit aan de verzekerden vanaf het bereiken van de AOW-leeftijd. De AOW-premieplicht eindigt op de eerste dag van de betreffende maand.
Er zijn ongeveer 3 miljoen uitkeringsgerechtigden: 2 miljoen met en 1 miljoen zonder gezamenlijke huishouding met iemand anders.
De termen AOW-gat en AOW-hiaat kunnen betrekking hebben op jaren in het buitenland die niet meetellen bij de opbouw, of op het ontbreken van partnertoeslag, of op maanden/jaren dat de AOW-uitkering vervalt wegens eerder niet bekende verhogingen van de AOW-leeftijd. Dit laatste werd ook wel 65plus-gat of 65plusgat genoemd. Nog steeds zijn er alleen maar statistieken over 65plus en niet over de feitelijke AOW-leeftijd.

## Recht op AOW-uitkering
Strikte voorwaarde voor de aanspraak op een volledige AOW-uitkering is, dat men 50 jaar binnen Nederland gevestigd is geweest. Deze 50 jaar is gebaseerd op de algemene werkzame leeftijd, gerekend vanaf 50 jaar voorafgaand aan het bereiken van de AOW-leeftijd. Ieder jaar wordt 2% van het recht op uitkering opgebouwd. Wanneer men van die 50 jaar bijvoorbeeld 10 jaar in het buitenland verbleef, wordt de hoogte van de uitkering hierdoor beïnvloed; men heeft dan recht op het deel van de AOW-uitkering (50-10)/50. De AOW-opbouw en het recht op AOW geldt voor iedereen die binnen het Koninkrijk verblijft, dus ook voor mensen met een vreemde nationaliteit.

## AOW-leeftijd
De AOW-leeftijd of 'AOW-gerechtigde leeftijd', werd in de wet van 1956 vastgesteld op 65 jaar. In 2012 werd dat gewijzigd door de VVD-CDA regering met steun van D66, ChristenUnie en GroenLinks. Nu is die leeftijd afhankelijk van de geboortemaand.

## Hoogte van de uitkering
De volledige bruto AOW-uitkering voor een alleenstaande, bedraagt per januari 2025 € 1.580,92 per maand, oftewel ongeveer € 18.971 per jaar. Zonder aanvullende inkomsten is de verschuldigde belasting in box 1 nihil, dankzij de toepassing van de algemene heffingskorting, ouderenkorting en alleenstaande-ouderenkorting. Deze bedragen worden jaarlijks aangepast op basis van het netto minimumloon.
Voor gehuwden of samenwonenden ontvangt elke partner een AOW-uitkering van € 1.081,50 per maand, wat neerkomt op € 12.978 per jaar per persoon. Ook hier geldt de 5,26% Zvw-bijdrage, en bij uitsluitend AOW-inkomen is er doorgaans geen loonheffing verschuldigd. De netto AOW per persoon ligt dan rond de € 12.252 per jaar.
Van extra inkomen is eerst nog een klein bedrag onbelast. Verder geldt in box 1 de normale progressie, maar ook in alle boxen een extra hoog marginaal tarief (15%-punt extra) in het afbouwtraject van de ouderenkorting (dat betrekking heeft op het verzamelinkomen).

### Koppeling aan het minimumloon
De bruto AOW-uitkeringen worden bepaald door netto-nettokoppeling aan het minimumloon. Uit een speciale bruto-nettoberekening volgt een netto minimumloon, waar netto AOW-bedragen uit worden afgeleid door bepaalde percentages ervan te nemen. Kort gezegd is voor alleenstaanden de netto AOW gelijk aan 70% van het netto minimumloon, en is voor gehuwden en samenwonenden de netto AOW per persoon gelijk aan 50% van het netto minimumloon, dus samen ontvangen gehuwden 100% (voor details zie hieronder). Vervolgens worden deze netto bedragen op basis van speciale aannamen gebruteerd. Uiteindelijk is er de bruto-nettoberekening die het werkelijke nettobedrag oplevert.
Als netto minimumloon wordt genomen het bedrag verkregen uit het bruto minimumloon door loonheffing, voor personen onder de AOW-leeftijd en rekening houdend met uitsluitend tweemaal de algemene heffingskorting. Dit wijkt op twee punten af van wat twee partners onder de AOW-leeftijd samen ontvangen als één het minimumloon verdient: niet van toepassing zijn de arbeidskorting (die het nettoloon verhoogt) en de afbouw van de dubbele heffingskorting voor kostwinners (die het totaal van de door beiden ontvangen bedragen verlaagt). In 2022 was er sprake van een voorgenomen ontkoppeling van de AOW met het minimumloon. Dit is vooralsnog uitgesteld.

#### Uitleg en demonstratie van de berekeningswijze
Hieronder volgt een uitleg en demonstratie van de berekeningswijze, gebaseerd op de situatie van 1 januari 2013.
Het bruto minimumloon exclusief vakantie-uitkering bedraagt € 1469,40 per maand, dit is per jaar € 17.632,80. Naar beneden afgerond op een veelvoud van € 54 is dit € 17.604. De loonheffing volgens box 1 (tarief voor personen onder de AOW-leeftijd) is 37% van € 17.604 (naar beneden op euro's afgerond), is € 6513. De heffingskorting is 2 maal de algemene heffingskorting van € 2001 (tarief voor personen onder de AOW-leeftijd), is € 4002. De loonheffing is dus € 2511 per jaar, dit is € 209,25 per maand. Het referentieminimumloon voor de AOW (niet te verwarren met het algemene referentieminimumloon) is dus € 1469,40 - € 209,25 = € 1260,15 per maand (€ 15.121,80 per jaar).
De bruto AOW-uitkering exclusief de zogenaamde Koopkrachttegemoetkoming Oudere Belastingplichtigen (KOB, inmiddels vervangen door de inkomensondersteuning, zie onder) en exclusief de vakantie-uitkering, is zodanig dat na aftrek van de in te houden loonheffing en na aftrek van de lage IAB een bepaald percentage (70% voor een alleenstaande, 50% voor iemand met een gezamenlijke huishouding met een ander) van het referentieminimumloon voor de AOW resteert.
Voor de in te houden loonheffing moet in de bovenstaande berekening volgens de wet rekening gehouden worden met de toepasselijke heffingskortingen voor een persoon boven de AOW-leeftijd. In werkelijkheid wordt in die berekening alleen rekening gehouden met de algemene heffingskorting.
Voor een alleenstaande moet de genoemde bruto-nettoberekening uitkomen op 70% van € 1260,15 is € 882,11 per maand. Het bruto bedrag per maand moet zodanig zijn dat na aftrek van 5,65% IAB en aftrek van de loonheffing, rekening houdend met een tarief van 19,1% (het blijkt namelijk dat het inkomen binnen de eerste schijf blijft) en een heffingskorting van € 1034 per jaar, het bedrag van € 882,11 per maand resteert. Als geen rekening wordt gehouden met loonklassen en andere afrondingen geeft dit een bruto bedrag per maand van (€ 882,11 - € 1034/12) / (1 - 0,0565 - 0,191) = € 1057,73. Dit valt in de loonklasse van € 1057,50 (afronding naar beneden op een veelvoud van € 4,50), dit is € 12.690 per jaar. De loonheffing volgens box 1 is 19,1% van € 12.690 (naar beneden op euro's afgerond), is € 2423. Na aftrek van de heffingskorting van € 1034 resteert € 1389, dit is € 115,75 per maand. Het bruto bedrag per maand moet dus zodanig zijn dat na aftrek van 5,65% IAB € 882,11 + € 115,75 = € 997,86 resteert. Dit geeft een bruto bedrag per maand van € 997,86 / (1 - 0,0565) = € 1057,62. Aangezien dit bedrag zich in het begin van een loonklasse bevindt heeft het bruteringsprobleem twee oplossingen, waarbij de andere oplossing ongeveer 0,191 × € 4,50 / (1 - 0,0565) is € 0,91 lager is. Inderdaad is in dit geval bij de brutering het lagere bedrag gekozen, het daadwerkelijke bruto bedrag is vastgesteld op € 1056,72 (per 1 juli 2013: € 1061,36).
Op basis van het bruto minimumloon inclusief vakantie-uitkering wordt op dezelfde manier als boven de loonheffing bepaald. Dit geeft een netto bedrag. Het verschil met het netto bedrag zonder vakantie-uitkering is de netto minimumvakantiebijslag.
De zogenoemde "netto vakantie-uitkering" is 70%, resp. 50%, van de netto minimumvakantiebijslag. Volgens de tabel voor bijzondere beloningen bedraagt de loonheffing 19,1%. Samen met de 5,65% IAB is dit 24,75%. Op basis hiervan worden de bruto bedragen bepaald.
De "netto vakantie-uitkering" is ruim 5% van de netto AOW-uitkering, ongeveer gelijk aan die bij het minimumloon. De bruto vakantie-uitkering is een relatief laag percentage van de bruto AOW-uitkering (een kleine 6%) doordat het loonheffingstarief laag is. De daadwerkelijke netto vakantie-uitkering als er geen andere inkomsten zijn is ook een kleine 6% van de daadwerkelijke netto AOW-uitkering, want de loonheffing is dan nihil en de IAB steeds hetzelfde percentage (zie ook hieronder).
Zoals aangegeven is het vakantiegeld in geval van AOW dus niet gelijk aan de 8 (of 8,5) procent die te doen gebruikelijk is bij looninkomsten. Over de periode 2014-2024 was het gerealiseerde percentage vakantiegeld (samenwonend, van de bruto AOW-uitkering) als volgt; 2014: 6,84%, 2015: 6,57%, 2016: 6,77%, 2017: 6,72%, 2018: 6,30%, 2019: 6,38%, 2020: 6,16%, 2021: 5,94%, 2022: 5,85%, 2023: 5,36% en 2024: 5,34%. Een afnemende reeks.
De bruto uitkering bedraagt per 1 juli 2013 voor iemand met een gezamenlijke huishouding met een ander (zie onder) € 725,77 per maand, excl. KOB van € 25,16 per maand; samen is dit per maand € 750,93; verder is er nog de vakantie-uitkering van bruto € 49,81 per maand (totaal € 800,74). De bruto uitkering voor alleenstaanden bedraagt € 1061,36 per maand, exclusief de KOB als boven; samen is dit per maand € 1086,52; verder is er nog de vakantie-uitkering van bruto € 69,73 per maand (totaal € 1156,25).
Omdat in deze gevallen de werkelijk in te houden loonbelasting en premies volksverzekeringen nihil zijn, mede door de ouderenkorting en alleenstaande ouderenkorting, zijn de netto bedragen eenvoudig 5,65% lager dan de bruto bedragen.
Afgerond geeft dit resp. € 755 en € 1091 (per jaar € 9100 en € 13.100, waardoor een alleenstaande netto niet 1,40 maar 1,45 maal zoveel ontvangt als een gehuwde). Voor wie geen ander inkomen heeft zijn dit de uiteindelijke netto bedragen; voor wie wel ander inkomen heeft is van belang dat de IAB niet aftrekbaar is voor de inkomstenbelasting.

#### 2023
Het minimumloon werd per 1 januari 2023 met 8,05% verhoogd, naast de reguliere indexatie met de gemiddelde contractloonontwikkeling. Deze bijzondere minimumloonsverhoging werd geregeld met een AMvB en de verhoging werkt door in alle aan het minimumloon gekoppelde regelingen, waaronder de AOW. Wel werd tegelijk de IOAOW verlaagd en in 2025 afgeschaft, dus per saldo steeg de AOW niet volledig mee met het minimumloon.

### Partnertoeslag
Bij wijze van overgangsregeling heeft een AOW-gerechtigde die vóór 1950 is geboren en een gezamenlijke huishouding heeft, die al vóór 1 januari 2015 bestaat, met iemand beneden de AOW-leeftijd, recht op een toeslag op de AOW (partnertoeslag). Het inkomen van de ander in verband met arbeid wordt geheel gekort op de toeslag, het inkomen van de partner uit arbeid gedeeltelijk. Per augustus 2011 is de toeslag (eerder maximaal bruto € 694,19 per maand) met 10% verlaagd, voor zover het gezamenlijk inkomen van beide mensen daarmee niet onder 162% van het minimumloon komt. Daarmee is er voor het eerst afhankelijkheid van het inkomen van de AOW-gerechtigde zelf.
De toeslag kan steeds omhoog en omlaag gaan door schommelingen van de inkomens, maar als de toeslag op 1 januari 2015 nihil is, of later nihil wordt, heeft men vervolgens nooit meer recht op de toeslag. Mede naar aanleiding van de behandeling van het hieronder vermelde ingetrokken wetsvoorstel zal de regering via nota van wijziging bij het nog in te dienen voorstel van wet Verzamelwet SZW 2015 regelen dat het recht op toeslag weer kan herleven als het recht op toeslag is geëindigd uitsluitend als gevolg van een incidentele stijging van het inkomen van de echtgenoot.
Zoals de term "toeslag" al aangeeft is het geen zelfstandig recht van de partner. Als de AOW-gerechtigde overlijdt stopt dus ook de toeslag. In sommige gevallen kan de partner recht krijgen op een Anw-uitkering.

### Gezamenlijke huishouding
De wet gebruikt de termen gehuwd en echtgenoot, maar bepaalt dat als gehuwd of als echtgenoot mede wordt aangemerkt degene die een geregistreerd partnerschap met een ander heeft, en ook de ongehuwde meerderjarige die met een andere ongehuwde meerderjarige een gezamenlijke huishouding voert, tenzij het betreft een bloedverwant in de eerste graad of tweede graad hulp behoevend. De twee personen hoeven dus geen "stel" te zijn / een "relatie" te hebben (verliefdheid of seksuele handelingen spelen geen rol), ze kunnen ook "gewoon vrienden" (m/v) zijn, of twee broers, twee zussen, broer en zus, grootouder en kleinkind, of hulpbehoevende en verzorger. Voor een ouder en kind geldt zoals gezegd een uitzondering: deze wonen volgens de wet niet samen, zij voeren namelijk geen gezamenlijk huishouden en worden gezien als alleenstaand = alleenwonend. (Zie echter ook hieronder de Wet maatregelen Wet werk en bijstand en enkele andere wetten.) AOW-gerechtigden wonend met kind (eerste graad) voeren geen gezamenlijk huishouden; dit betekent dat men niet samenwoont maar alleen ofwel alleenwonend
AOW-gerechtigde wonend met kind eerste graad is geen kostendelende medebewoner en behoort men uit te gaan van artikel 21 Participatiewet, na 1 jan . 2015= Alleenstaande zonder kostendelende medebewoner.
Hoe meer personen binnen het hoofdverblijf c.q. huishouden, hoe lager de uitkering, waarbij wel rekening behoort te worden gehouden wie kostendelende medebewoners zijn van elkaar. Uitspraken van rechters mogen geen leidraad zijn voor de burgers in het algemeen. Bovendien behoort elke aanvraag individueel bekeken te worden. Voor de duidelijkheid is de tekst in de wetgeving aangepast.
Een gezamenlijke huishouding wordt in ieder geval aanwezig geacht indien de betrokkenen hun hoofdverblijf hebben in dezelfde woning en zij zich wederzijds verplicht hebben tot een bijdrage aan de huishouding krachtens een geldend samenlevingscontract. Eerste- en tweedegraads hulpbehoevenden voeren "geen" gezamenlijk huishouden ofwel delen niet in de kosten volgens de wet (artikel 3.2 en 3.3 van de Pensioenwet).
Bij algemene maatregel van bestuur kunnen regels worden gesteld ten aanzien van hetgeen wordt verstaan onder het blijk geven zorg te dragen voor een ander.
Als de AOW-gerechtigde een gezamenlijke huishouding heeft dan gaat men uit van 50% van het minimumloon.
Controle (zoals huisbezoek) en fraude hebben vaak te maken met het wel of niet voeren van een gemeenschappelijke huishouding. Als uitkeringsfraude wordt niet alleen beschouwd het verstrekken van verkeerde informatie bij de aanvraag, maar ook het niet voldoen aan de informatieverplichtingen (art. 49). Deze houden onder meer in dat als men een gemeenschappelijke huishouding gaat voeren, men dit direct uit eigen beweging moet doorgeven. Om geen risico te lopen van fraude te worden beschuldigd moet men dit ook in een twijfelgeval doen. De Wet aanscherping handhaving en sanctiebeleid SZW-wetgeving heeft artikel 17c en verder aangescherpt.
Als gevolg van de Wet huisbezoeken in de sociale zekerheid kan de Sociale Verzekeringsbank de pensioengerechtigde die stelt geen gezamenlijke huishouding te voeren verzoeken om dit aan te tonen; als men dit niet aantoont krijgt men slechts de gehuwdenuitkering. Teneinde de pensioengerechtigde in de gelegenheid te stellen het aan te tonen kan de Sociale Verzekeringsbank bij zo'n verzoek aanbieden de woning van de pensioengerechtigde binnen te treden.
Als een van beide partners langdurig in een verpleeghuis woont, kunnen ze ervoor kiezen om als alleenstaanden te worden aangemerkt. Dit geldt dan ook voor de eigen bijdrage Wlz en is daardoor vaak onvoordelig. Zolang het verblijf in het verpleegtehuis voortduurt kan deze keuze niet worden teruggedraaid. De keuze staat los van fiscaal partnerschap.

#### Tweewoningenregel
Het Besluit regels hoofdverblijf in dezelfde woning AOW bevat de tweewoningenregel, ook geschreven twee-woningen-regel, die regels stelt ten aanzien van hetgeen wordt verstaan onder het hoofdverblijf in dezelfde woning hebben als bedoeld in de artikelen 1, vierde en vijfde lid, aanhef, van de AOW. Iets soortgelijks is niet doorgevoerd in de Participatiewet, IOAW, IOAZ, TW en Anw.
Doel is onder meer het wegnemen van het risico voor een alleenstaande AOW’er om gekort te worden als deze een ander helpt of door een ander wordt geholpen (wel aangeduid als tegenstrijdige regelgeving ten opzichte van het bevorderen van mantelzorg). Een AOW-gerechtigde en een andere AOW-gerechtigde of een andere ongehuwde meerderjarige persoon voor de toepassing van de AOW worden in ieder geval geacht niet beide hoofdverblijf in één woning te hebben als volgens bepaalde criteria ieder "een eigen woning heeft". Het gevolg is dat de AOW-gerechtigde alleenstaanden-AOW krijgt, onafhankelijk van de vraag of ze "blijk geven zorg te dragen voor elkaar". Ook is het niet meer van belang of en zo ja hoeveel dagen of nachten de betrokkenen bij elkaar in één of beide woningen verblijven.
Dit "hebben van een eigen woning" houdt in dat de betrokkene aan elk van de volgende voorwaarden voldoet:
- Het op eigen naam hebben van een woning in eigendom of in huur.
- De vrije beschikking hebben over die woning, dus niet verhuurd of onderverhuurd (geheel of gedeeltelijk), en de nutsvoorzieningen zijn aangesloten.
- Het volledig zelf dragen van de kosten en lasten van de woning (na aftrek van de eventuele huurtoeslag).
- Op het betreffende adres ingeschreven zijn in de gemeentelijke basisadministratie persoonsgegevens of een daarmee vergelijkbare administratie in het buitenland.
- Niemand anders (met uitzondering van eventuele minderjarige eigen, aangehuwde of pleegkinderen) is op het adres ingeschreven of woont feitelijk op het adres.
- De woning heeft een eigen keuken met aanrecht, aan- en afvoer voor water en een aansluitpunt voor een kooktoestel.
- De woning heeft een eigen toilet met waterspoeling en een eigen douche of wasgelegenheid.
- De woning is niet een door krakers bezet gebouw.
- De woning is niet een voor het doorbrengen van vakantie maar niet voor permanente bewoning geschikte of bestemde vakantie- of recreatiewoning.

Als aan deze voorwaarden is voldaan geldt als woning ook een onvrije etage, een deel van een etage, een woonwagen zonder eigen aandrijving op een erkende standplaats, en een woonschip op een daartoe bestemde of aangewezen ligplaats. Een gehuurde kamer, een woonkeet en een loods zullen vaak niet aan de voorwaarden voldoen.
De reden van de beperkingen is dat het anders in bepaalde gevallen voordelig zou kunnen zijn om bijvoorbeeld een kamer te (blijven) huren, ook als deze niet (meer) gebruikt wordt. Als niet aan de voorwaarden is voldaan gelden de oude regels, dus dan kan het wel van belang zijn dat men niet te vaak bij de ander verblijft.
Als een AOW-gerechtigde volgens de oude regels een gezamenlijke huishouding heeft met een jongere partner, maar volgens de nieuwe regels niet, en partnertoeslag ontvangt, dan betekent toepassing van de nieuwe regels dat deze geen partnertoeslag meer krijgt, maar wel ongehuwden-AOW. Als de partnertoeslag gering is, is dit voordeliger, anders niet. In het laatste geval kan hij ervoor kiezen dat de nieuwe regels niet toegepast worden.
Ook de hoogte van aanvullend pensioen kan afhangen van al of niet samenwonen. Bij het ABP bijvoorbeeld is het deel van het pensioenrecht dat gebaseerd is op de opbouwjaren tot en met 1994 een recht op een uitkering waarvan de hoogte afhankelijk is van het op het moment van uitkering al of niet samenwonen, zie pensioenopbouw bij het ABP. Mogelijk wordt hierbij aangesloten bij de criteria voor de AOW. In dat geval kan het aanhouden van beide woningen ook voor het aanvullend pensioen gunstig zijn.

### Onvolledige AOW, vrijwillige verzekering
De AOW bedraagt 2% van de volledige AOW-uitkering voor ieder jaar dat iemand in de periode van 50 jaar voorafgaand aan het bereiken van de AOW-leeftijd voor de AOW verzekerd is geweest. Het betreft behoudens uitzonderingen de periode waarin men in Nederland heeft gewoond en/of in Nederland heeft gewerkt en dienaangaande aan de loonbelasting onderworpen was, met dien verstande dat de tijd waarin men in Nederland woonde en in het buitenland werkte (grensarbeider was) niet meetelt, maar de tijd dat men in Nederland woonde en helemaal niet werkte wel. Het aantal jaren dat meetelt wordt individueel bepaald, dus de tijd waarin iemand in Nederland woonde terwijl zijn/haar partner in het buitenland werkte telt voor hem/haar wel mee. De totale tijdsduur wordt tot op de dag nauwkeurig bepaald en vervolgens naar boven afgerond op hele jaren.
Het Besluit uitbreiding en beperking kring verzekerden volksverzekeringen regelt verdere uitbreiding en beperking van de kring van verzekerden onder de AOW. Er zijn Nederlandse ingezetenen die niet verzekerd zijn voor de AOW.
Werknemers van internationale organisaties zijn niet verzekerd voor de AOW indien zij verzekerd zijn volgens de sociale zekerheidsregeling van die organisatie. De gezinsleden—partners, kinderen en eventuele andere inwonende familieleden—van deze werknemers zijn soms ook niet verzekerd voor de AOW. Dit ligt aan de overeenkomst die Nederland heeft voorgesteld aan de betreffende internationale organisatie en door die organisatie is ondertekend. Gezinsleden van werknemers van onder andere Eurojust, Europol, de Haagse Conferentie voor Internationaal Privaatrecht, het Internationaal Strafhof (ICC), het Iran–United States Claims Tribunal, het Joegoslavië-tribunaal (ICTY), de Organisatie voor het Verbod op Chemische Wapens (OPCW), het Permanent Hof van Arbitrage (PCA), het Rwanda-tribunaal (ICTR), het Bijzonder Tribunaal voor Libanon (STL) en het Bijzonder Gerechtshof voor Sierra Leone (SCSL) genieten derhalve geen enkele dekking voor de risico's van ouderdom indien zij zelf niet in Nederland werken of een uitkering ontvangen. Deze Nederlandse gezinsleden hebben jaren die niet meetellen bij de opbouw van de AOW en ontvangen uiteindelijk hun AOW met een korting omdat zij een partner of ouder hebben (of hadden) die ooit bij zo een internationale organisatie heeft gewerkt. Deze uitsluiting van de AOW is onderwerp van langlopende juridische en politieke discussies. De staatssecretaris van Sociale Zaken en Werkgelegenheid gaf op 9 februari 2015 in antwoorden op Kamervragen toe dat het ontbreken van de AOW-verzekering voor deze gezinsleden geen wenselijke situatie is.
Bij enkele andere organisaties, onder andere het Benelux-Bureau voor de Intellectuele Eigendom (BOIP), Eurocontrol, het Europees Octrooibureau (EOB), de Europese Ruimtevaartorganisatie (ESA-ESTEC), het Internationaal Gerechtshof (IGH), het Internationaal Instituut voor democratie en verkiezingsondersteuning (IDEA), de International Development Law Organisation (IDLO), de Internationale Organisatie voor Migratie (IOM) en de NAVO-NAPMA, zijn de gezinsleden die ingezetene zijn wel automatisch verzekerd voor de AOW. Deze gezinsleden kunnen ervoor kiezen om niet verzekerd te zijn voor de Nederlandse sociale verzekeringen indien ze zelf geen inkomen genieten uit arbeid in Nederland of een Nederlandse uitkering. Men vraagt dan ontheffing aan van de verzekeringsplicht.
De vrijwillige verzekering houdt in dat wie eerst in Nederland woont en zich dan tijdelijk of blijvend in het buitenland vestigt zijn AOW-verzekering vrijwillig kan voortzetten en dat wie zich in Nederland vestigt de jaren vanaf de aanvangsleeftijd tot de vestiging in Nederland mee kan laten tellen, mits binnen 10 jaar van vestiging aangevraagd (inkoopregeling). Na vertrek uit Nederland moet de vrijwillige verzekering binnen een jaar worden aangevraagd en kan deze maximaal 10 jaar duren (onder voorwaarden langer). Wie uit Nederland vertrekt en zich niet binnen de genoemde termijn van een jaar vrijwillig verzekert, of terugkeert nadat de vrijwillige verzekering is gestopt (vrijwillig of doordat de maximale duur verstreken was), kan bij terugkeer de jaren waarin men niet verzekerd was niet alsnog laten meetellen.
Artikel 3.3 van het Besluit Wfsv bepaalt dat de premie per jaar hetzelfde percentage als bij de verplichte verzekering bedraagt van het inkomen in de eerste en tweede schijf van box 1 (zie ook onder), met dien verstande dat al het inkomen geacht wordt te zijn ontvangen in Nederland; hiervan wordt afgetrokken de heffingskorting voor de AOW (een evenredig deel van de standaardheffingskorting), met dien verstande dat in dit geval tot de standaardheffingskorting alleen geacht wordt te behoren de algemene heffingskorting. Uit de rekenhulp blijkt dat voor elk jaar in het verleden het historische percentage en de historische heffingskorting worden toegepast. Er wordt ook geen rente berekend.
Voor 2012 bedraagt de heffingskorting ( 17,9 / 33,1 ) × € 2033 = € 1100. De maximale premie (die op basis van de bovengrens van de tweede schijf) bedraagt € 4961 per jaar. Als men zijn inkomen in de betreffende jaren (die bijna 50 jaar in het verleden kunnen liggen!) niet aannemelijk kan maken geldt het maximum. Aanvullend geldt de regel dat de premie minstens 10% van dit maximum is, dus voor 2012 € 496 per jaar.
De vrijwillige verzekering is vooral voordelig voor jaren met een laag of geen inkomen. Men kan echter maar beperkt kiezen welke jaren men meeverzekert. Na vertrek uit Nederland moet de periode van de vrijwillige verzekering aansluiten op die van de verplichte verzekering. Men kan wel stoppen met de opbouw van verzekerde jaren (bijvoorbeeld als het inkomen hoger wordt). Bij vestiging in Nederland is het "alles of niets": men kan alleen de hele periode vanaf de op het betreffende moment geldende aanvangsleeftijd verzekeren.
Inkoop geeft voor de overheid een besparing van mogelijke AIO, maar het kost de overheid per saldo toch geld, doordat voornamelijk degenen inkopen voor wie dat voordelig is. Bovendien is zelfs over de gehele linie genomen de AOW-premie niet kostendekkend (de AOW is gedeeltelijk gefiscaliseerd).
Zolang de AOW-leeftijd niet is bereikt kan de aanvangsleeftijd met terugwerkende kracht verhoogd worden, waardoor opbouwmaanden verloren gaan, zelfs als deze achteraf zijn ingekocht, zonder restitutie van premie of inkoopsommen. De regering vindt dit niet bezwaarlijk, want "Er bestaat in de AOW geen relatie tussen het betalen van premie en het verzekerd zijn." en om ongelijke behandeling vergeleken met verplicht verzekerden te voorkomen. Zoals gezegd wordt zelfs bij vrijwillig achteraf verzekeren vanaf de aanvangsleeftijd uitgegaan van de aanvangsleeftijd op het moment van inkoop, niet de aanvangsleeftijd die volgens de op het moment van inkoop geldende versie van de wet uiteindelijk voor de betrokkene van toepassing zal zijn. Om zo min mogelijk verzekerde jaren in te kopen die zullen komen te vervallen moet men dus zo lang mogelijk wachten met de inkoop (tot bijna 10 jaar na vestiging in Nederland, tenzij men eerder de AOW-leeftijd bereikt).
Bij een onvolledige AOW-uitkering kan eventueel recht bestaan op bijstand volgens de Aanvullende Inkomensvoorziening Ouderen (AIO). Deze wordt net als de AOW-uitkering door de SVB uitbetaald.
De vrijwillige AOW-premie wordt voor 2013 geraamd op € 15 miljoen.
De Wet van 26 november 2014 tot wijziging van de Algemene Ouderdomswet in verband met wijziging van de voorwaarden voor de vrijwillige verzekering over een achterliggende periode en wijziging van de Participatiewet in verband met wijziging van de berekening en de periodieke aanpassing van de bijstandsnormen voor pensioengerechtigden heeft de voorwaarden aangescherpt (sterkere band met Nederland) en de minimum-inkooppremie verhoogd tot ongeveer € 2400 per ingekocht jaar.

## Inkomensondersteuning in aanvulling op de AOW-uitkering
Artikel 33a regelt inkomensondersteuning in aanvulling op de AOW-uitkering (IOAOW) waarvoor extra voorwaarden gelden, ten bedrage van € 25,23 per maand in 2019. Deze wordt samen met de AOW-uitkering uitbetaald en is in de plaats gekomen van de uitkering ingevolge de Wet mogelijkheid koopkrachttegemoetkoming oudere belastingplichtigen, die een tegemoetkoming regelde waarvoor zowel KOB als MKOB gebruikt werd als afkorting.
In de AMvB die de bijzondere minimumloonsverhoging met 8,05% per 1 januari 2023 regelt is de hoogte van de IOAOW verlaagd tot 5 euro bruto per maand. De Eerste Kamer heeft een motie aangenomen die de regering verzoekt dit laatste per 1 juli 2023 terug te draaien (de coalitiepartijen stemden tegen, maar die hadden in de Eerste Kamer geen meerderheid). De verlaging is toch doorgevoerd en anno november 2023 nog steeds 5 euro bruto per maand. Bovendien is toen in de Eerste Kamer een motie aangenomen die overweegt dat door inwerkingtreding van de wet over verhoging van het kindgebonden budget de IOAOW per 1 januari 2025 wordt afgeschaft, dat deze niet met elkaar samenhangende onderwerpen in deze wet zijn gekoppeld, dat dit in strijd is met de unaniem aanvaarde motie-Hoekstra van 17 november 2015 (34 300, O), dat deze strijdigheid onwenselijk is bij het afschaffen van een sociale bouwsteen zoals de Inkomensondersteuning AOW; en verzoekt de regering de afschaffing van de IOAOW alsnog ongedaan te maken en met een nieuw wetsvoorstel te komen om de IOAOW weer in te voeren per 1 januari 2025.

## Terugvordering
Het ouderdomspensioen dat onverschuldigd is betaald wordt door de Sociale Verzekeringsbank van de pensioengerechtigde teruggevorderd. De Sociale Verzekeringsbank kan dit invorderen bij dwangbevel. Aanhangig is de Verzamelwet SZW 2018, die onder meer bepaalt dat het ouderdomspensioen dat onverschuldigd is betaald aan een overleden pensioengerechtigde, door de Sociale Verzekeringsbank wordt teruggevorderd van de erfgenaam van de pensioengerechtigde voor zover het onverschuldigd betaalde in het vermogen van die erfgenaam is gevallen, en dat de Sociale Verzekeringsbank ook dit kan invorderen bij dwangbevel.

## Financiering
De AOW-uitkeringen werden in 2023 geraamd op circa € 47,9 miljard. De AOW-premie bedraagt 17,9% van het belastbare inkomen in box 1, verminderd met een evenredig deel van de heffingskortingen. Het geraamde premie-inkomen bedroeg in 2023 ongeveer € 33 miljard. Ter compensatie van de gemiste premie-inkomsten als gevolg van de heffingskortingen, verstrekt het Rijk aan het AOW-fonds de Bijdrage in de Kosten van de Kortingen (BIKK).
In verband met dit laatste verstrekt het Rijk de Bijdrage in de Kosten van de Kortingen (BIKK) aan de fondsen. Daarnaast is er de aanvullende financiering door het Rijk. Voor 2023 worden deze geraamd op resp. € 2 miljard en € 13 miljard. (samen 31% van de uitkeringen). Voor wat betreft de rijksbijdrage is er fiscalisering van de AOW.
In verband met het categoriseren van de AOW als verzekering geldt de regel dat wie de AOW-leeftijd heeft bereikt geen AOW-premie meer betaalt. Zie ook versnelde en volledige fiscalisering van de AOW.
De MKOB-uitkeringen bedragen ongeveer € 1 miljard per jaar.

### Geschiedenis
De eerste jaren vanaf 1957 werd de AOW volledig gefinancierd volgens het omslagstelsel. Bij de bepaling van de premiehoogte werd het percentage en het maximumbedrag per verzekerde elk jaar zo gekozen dat het totaal van de geïnde premies vermeerderd met enige rente-inkomsten gelijk was aan het totaal van de uitkeringen. Niet in alle jaren lukte dat en een tekort moest worden aangevuld. Er is in 1997 incidenteel een tekort. In april 1998 is besloten het jaarlijks stijgende percentage te bevriezen op 17,9% (2012: 65-plussers betalen 15,2% in plaats van 33,1% in de eerste schijf van box 1).
Vanaf 2002 is er sprake een jaarlijks oplopend tekort dat uit de algemene middelen, de belastingopbrengsten, wordt aangevuld. Het tekort loopt op mede omdat er sinds 2001 geen AOW-premie meer verschuldigd is over inkomsten uit vermogen en de laatste jaren sneller vooral door de verminderde premie-inkomsten als gevolg van de heffingskortingen.
Elk jaar moeten meer belastingopbrengsten worden gebruikt om het AOW tekort aan te vullen. Omdat ook AOW-gerechtigden belasting betalen, is het gevolg dat de AOW-gerechtigden sinds 2002 in toenemende mate een deel van hun AOW ontvangen dat zij op hetzelfde moment financieren via de gewone belasting. Dit betreft het meest hen die het meeste belasting betalen. De AOW-uitkering was volledig inkomensonafhankelijk, maar is sinds 2002 steeds meer enigszins van het inkomen afhankelijk.
De vergrijzing speelde een beperkte rol tot 2008, maar de toenemende vergrijzing zal de financiering voor grotere problemen stellen.

## Historie

Bejaarden vieren de invoering van de AOW. Applaus voor minister Drees. 1956

De AOW is in 1956 geïntroduceerd door de PvdA-minister van Sociale Zaken en Volksgezondheid Ko Suurhoff in het kabinet Drees-II. De AOW is de opvolger van de door Willem Drees als minister van Sociale Zaken in 1947 ingevoerde Noodwet Ouderdomsvoorziening, die uitdrukkelijk als tijdelijk bedoeld was.
Aan de AOW is een lange voorgeschiedenis voorafgegaan. De Pruisische kanselier Otto von Bismarck legde in 1889 een inkomensverzekering op tegen inkomstenderving in geval van ouderdom, ziekte en invaliditeit. In deze inkomensverzekering komt aanvankelijk de AOW-leeftijd van 70 jaar voor. Pas een aantal jaren later wordt dit gewijzigd in de bekende leeftijd van 65. Overigens was de levensverwachting van een 65-jarige in die tijd korter dan nu. Een 65-jarige had in 1956 een resterende levensverwachting van 14 jaar (man) en 15 jaar (vrouw); de laatste tientallen jaren neemt de resterende levensverwachting toe: in 2023 is dit 19,2 jaar voor een man en 21,3 jaar voor een vrouw.
In het Verenigd Koninkrijk werd in 1942 (dus in de oorlogsjaren) door Lord William Beveridge gebruikgemaakt van het sterke gevoel van solidariteit om een blauwdruk te maken voor een stelsel van sociale volksverzekeringen, betaald uit belastinggeld. Soortgelijke systemen werden na de Tweede Wereldoorlog in meerdere Europese landen en in de Verenigde Staten ingevoerd.
Terwijl in het systeem van Bismarck de uitkering afhangt van het vroegere inkomen, is in het systeem van Beveridge de uitkering voor iedereen hetzelfde. Deze twee modellen en tussenvormen ervan worden nog steeds gebruikt. Zo is in Nederland de uitkering voor gehuwden en samenwonenden per persoon lager dan voor alleenstaanden.
De Wet mogelijkheid koopkrachttegemoetkoming oudere belastingplichtigen veranderde per 1 juni 2011 het systeem van de "tegemoetkoming". Deze wordt nu geregeld in een aparte wet, zie boven.
In toenemende mate zijn er AOW-gerechtigden die uit het buitenland afkomstig zijn en daardoor een onvolledige AOW-opbouw hebben. Deze krijgen een gekorte AOW-uitkering, eventueel aangevuld met bijstand volgens de Aanvullende Inkomensvoorziening Ouderen.

### Ontwikkelingen rond de toekomst van de AOW
De zorgen over de vergrijzing en de financiering van de AOW zijn een rode draad in de geschiedenis van de AOW.
In de jaren 80 is de kwestie weer actueel geworden. Er rezen twijfels of de AOW bij de verwachte vergrijzing ongewijzigd gehandhaafd kan worden. Een staatscommissie onder leiding van Willem Drees jr. onderzocht de toekomst van de voorziening die zijn vader tot stand had gebracht. Aanleiding was een alarmerend artikel in Economisch Statistische Berichten. Drees concludeerde dat het stelsel kon worden gehandhaafd. Wel adviseerde hij tot individualisering van de uitkering waarbij iedereen individueel eenzelfde uitkering ontvangt. De regering heeft dat advies niet gevolgd omdat óf de uitkering te weinig zou zijn voor een alleenstaande óf de regeling te duur zou worden. Er is wel een individuele uitkering, maar een alleenstaande krijgt daarbovenop een toeslag.
In 1998 is met terugwerkende kracht tot 1 december 1997 het begrotingsfonds Spaarfonds AOW ingesteld. Stortingen van het Rijk aan het fonds in 1997 en 1998 belastten het zogenoemde beleidsrelevante tekort. Ze gingen in principe – gegeven een doelstelling van het Rijk om het tekort niet te hoog te laten worden – ten koste van de ruimte voor andere uitgaven. In die zin droegen ze bij aan versnelde aflossing van de staatsschuld. Het fonds zou vanaf 2020 (als de vergrijzing hoog zou zijn) gaan uitkeren. Door de uitkeringen zou het beleidsrelevante tekort ondanks de vergrijzing niet toenemen.
Sinds 1999 hanteert het Rijk echter slechts één tekortdefinitie, namelijk het EMU-saldo conform het Verdrag van Maastricht. De stortingen van het Rijk aan het fonds maakten voor dit tekort niet uit. Door het regelmatig berekenen van de langetermijnhoudbaarheid van de Nederlandse overheidsfinanciën is de boekhoudkundige operatie van het fonds niet meer nodig.
In 2005 bleek dat het fonds slechts een papieren exercitie was, het fonds en het geld in het fonds bestonden slechts op papier. Het ging om een (in het bedrijfsleven gebruikelijke) reservering, waarbij er dus geen sprake is van een fysiek 'spaarpotje'. Er was nooit iets gestort, wel stond er op papier 23 miljard euro 'gereserveerd'. Hoewel zulke reserveringen in de boekhoudkundige praktijk een gebruikelijke methode zijn om kapitaal te 'sparen', was er toch kritiek op. Op 28 juni 2011 ging de Tweede Kamer unaniem akkoord met het voorstel van de regering Rutte tot opheffing van dit fonds. De opheffing gebeurde per 1 januari 2012.
Wel is er hard gespaard via de meestal collectieve pensioenpremies, aftrekbaar in Box 1. De collectieve pensioenpot bedroeg in 2011 1000 miljard. Alleen door de jaarlijkse premieaftrek van 30 miljard in Box 1, groeit dit bedrag nog steeds. Daarop rust een belastingclaim van circa 30% en een claim premie zorgverzekeringswet van circa 5% bij uitbetaling later deze eeuw. Derhalve ruim 300 miljard euro
In het Sociaal-Economische Raad (SER)-advies van 30 augustus 2006 wordt gepleit voor fiscalisering van de AOW. AOW-premie zou worden vervangen door belasting, waardoor voor AOW-gerechtigden dezelfde totaaltarieven in box 1 zouden gaan gelden als voor anderen (of wat materieel op hetzelfde neerkomt: ook AOW-gerechtigden zouden AOW-premie moeten gaan betalen). Volgens het regeerakkoord voor het kabinet-Balkenende IV zouden alleen ouderen met een aanvullend pensioen van meer dan € 18.000 die voor hun 65e met werken waren gestopt aan de AOW mee hoeven te betalen. Het Centraal Planbureau (CPB) betwijfelde of deze regeling uitvoerbaar is. Tijdens de verkiezingen van 2006 was de AOW een heikel punt. De PvdA wilde de AOW deels fiscaliseren, het CDA verzette zich hiertegen. CDA-lijsttrekker Jan Peter Balkenende beschuldigde PvdA'er Wouter Bos ervan 'te stelen van de ouderen'. Balkenende stelde dat de AOW bij het CDA veilig was, maar anders dan tijdens de verkiezingscampagne van 2006, kwam juist het CDA in 2008 met het voorstel de AOW-leeftijd tot 67 te verhogen.

#### Burgerinitiatief
Begin 2011 diende het Platform AOW-Omhoog een burgerinitiatief in met als doel het inhalen van de structurele achterstand van het AOW-bedrag op de welvaartsontwikkeling. Op 17 maart 2011 besloot de Tweede Kamer het burgerinitiatief te aanvaarden en het onderwerp op de agenda van de Kamer te zetten.

## Samenhang met aanvullend pensioen
De (nominale) pensioeningangsdatum van het aanvullend pensioen zal in de regel vanaf 2014 aangepast zijn aan de verhoogde fiscale pensioenrichtleeftijd van 67 jaar (en later verder stijgen zodat die niet onder de AOW-leeftijd komt). Men mag dan het aanvullend pensioen op die leeftijd laten ingaan of naar keuze eerder. Het mag ook later ingaan, uiterlijk 5 jaar na de AOW-leeftijd.
Als men vóór de AOW-leeftijd zonder recht op een uitkering stopt met werken kan het aanvullende pensioen bijvoorbeeld ingaan op dat moment, op de AOW-leeftijd, of later, maar uiterlijk op 67-jarige leeftijd. Het laten ingaan wanneer men stopt met werken (zelfs als men van spaargeld zou kunnen leven) kan voordelig zijn omdat men dan vanaf die tijd tot de AOW-leeftijd de algemene heffingskorting en het lagere tarief van de eerste schijf van box 1 kan benutten.
Als men doorwerkt of een uitkering heeft tot de AOW-leeftijd is het eerder ingaan van het aanvullende pensioen meestal niet voordelig. Men kan het aanvullende pensioen dan beter laten ingaan op de AOW-leeftijd of later, maar uiterlijk op 67-jarige leeftijd.

## Exporteerbaarheid
De Wet van 27 mei 1999, tot wijziging van de Ziektewet, de Wet op de arbeidsongeschiktheidsverzekering en enkele andere wetten in verband met de beperking van het exporteren van uitkeringen (Wet beperking export uitkeringen), kortweg Beu, heeft artikel 9a aan de AOW toegevoegd, dat bepaalt dat alleen het bedrag dat per persoon geldt voor iemand met een gezamenlijke huishouding met een ander exporteerbaar is, dus niet de toeslag voor een alleenstaande, enz. De AIO is ook niet exporteerbaar.